# IPython
IPython (Interactive Python) – interaktywna powłoka dla języka Python, o dodatkowych elementach składni i poszerzonych możliwościach. Obecnie oferuje introspekcję, media interaktywne, składnię powłoki oraz uzupełnianie wiersza poleceń.
IPython zapewnia następujące funkcje:
- Interfejs notebook oparty na przeglądarce z obsługą tekstu, kodu, wykresów, wyrażeń matematycznych i innych.
- Obsługa interaktywnej wizualizacji danych oraz dostęp do zestawu narzędzi GUI.
- Narzędzia do obliczeń równoległych.
- Wbudowane interpretery do załadowania własnych projektów.

## Obliczenia równoległe
IPython opiera się na architekturze zapewniającej zarówno obliczenia równoległe, jak i rozproszone; umożliwia tworzenie, monitorowanie, debugowanie i uruchamianie aplikacji równoległych. Powłokę często stosuje się wraz z pakietami SciPy, które zawierają procedury matematyczne i numeryczne w postaci szybkich prekompilowanych funkcji. 